# Tornado – Niemand wird ihm entkommen
Tornado (Originaltitel: Storm Cell) ist ein US-amerikanischer/ kanadischer Katastrophenfilm aus dem Jahre 2007.
Durch ihre berufliche Tätigkeit als Tornado-Forscherin leidet die Beziehung von April Sanders zu ihrer Tochter Dana. Ausgerechnet als die beiden Aprils Bruder Sean besuchen, ziehen auch dort gewaltige Tornadostürme über das Land. Dazu befindet sich Dana auch noch in der Gewalt eines jugendlichen Vergewaltigers.

## Handlung
Intro-Szene: April Sanders und ihr Bruder Sean geraten als kleine Kinder während einer Autofahrt in einen Tornado und müssen mitansehen, wie ihre Eltern Opfer des Tornados werden.
30 Jahre später. April Sanders, alleinerziehende Mutter der 16-jährigen Dana, ist beruflich mit der Erforschung von Tornados engagiert. Das Verhältnis der Mutter zur Tochter ist angespannt, da aus Sicht von Dana ihre Mutter sich zu wenig um ihre Anliegen kümmert. Dana lässt dies gegenüber ihrer Mutter besonders erfahren, als Danas Schule in „Wyatsville“ (Oklahoma) von einem Tornado zerstört wird und April, obwohl sich alle Jugendlichen im Schutzkeller retten konnten, zu spät am Ort des Geschehens einfand.
April offeriert ihrer Tochter Dana, gemeinsam für einige Tage zu ihrem Onkel Sean zu verreisen, welcher in „Shiloh Hills“ beruflich als Sheriff tätig ist. Eine Reise auch mit der Absicht von April, an der „Garfield-Universität“ einen Studienplatz für ihre an der Schauspielerei stark interessierte Tochter zu vermitteln. Obwohl April gegenüber ihrer Tochter versprochen hatte, sich während dieser Tage nicht mit der beruflichen Arbeit abzugeben, orientiert sich April regelmäßig durch ihren Laptop über die Wetterentwicklung. Dies mit besorgniserregendem Grund, muss April doch feststellen, dass demnächst über die Region von Seattle ein gefährlicher Tornado entstehen könnte. In der Folge wird Sean auch mit Polizeieinsätzen konfrontiert, dessen Ursachen auf einen Tornado zurückzuführen sind.
April kommt in Kontakt mit dem Fernseh-Wetterreporter Travis, einer Jugendliebe aus früheren Studienzeiten, und wie April gegenüber Travis auch offenbart, der leibliche Vater von Dana.
Gemeinsam versuchen April und Travis die Bevölkerung vor dem unheilbringenden Tornado zu warnen. Die beiden müssen sich jedoch vorab mit eigenen familiären Problemen auseinandersetzen, hat sich doch Dana heimlich aus dem Hause der Familie von Sean entfernt, um sich mit dem Jugendlichen Ryan Laswell, dem Polizei-Sheriff Sean nicht unbekannten Sohn eines Immobilienhändlers, zu treffen.
Für Dana wird die Verabredung mit Ryan zum Horrorerlebnis. Ryan führt das Mädchen in seinem Wagen in eine neu erstellte, noch unbewohnte Villa, wo Dana von Ryan sexuell bedrängt wird. Aber auch der direkt auf die Liegenschaft herannahende Tornado wird immer stärker zur tödlichen Bedrohung.
Durch die Ortung des Fahrzeuges von Ryan mittels eines Navigationssystems können April, Travis und Sean den Aufenthaltsort von Dana und ihrem Peiniger ausfindig machen. Noch rechtzeitig vor dem herannahenden Tornado können sich Dana und ihre Mutter April in die Arme schließen. Sheriff Sean gelingt es, den flüchtenden Ryan vor dem Tornado zu retten, um ihn nachher in Handschellen gelegt zu verhaften.

## Trivia
- Der Film wurde nicht als Kinofilm, sondern ausschließlich als Fernsehfilm und zur DVD-Veröffentlichung produziert. Die deutschsprachige DVD-Version wurde am 26. September 2008 veröffentlicht.[1]

- Vor allem zu Beginn des Films werden dem Zuseher politische Botschaften zur Klimapolitik vermittelt. So hält April Sander an der Universität eine Lesung, wo sie den Studenten entsprechenden politisch motivierten Lehrstoff vermittelt. Auch während der Autofahrt mit dem Studenten Lew spricht April unmissverständlich ihre Ansicht zur globalen Klimapolitik.[2]

## Filmkritik
- Das Filmmagazin TV Spielfilm wertet den Film als „fades Mutter-Tochter-Beziehungsblabla mit Schlechtwetter-Gedöns auf der Tonspur und miese Tricks“.[3]